# Bengt Ch. Jansson
Bengt Christian Jansson, född 19 september 1919 i Uppsala, död 7 december 1994 i Malmö, var en svensk väg- och vattenbyggnadsingenjör, företagsledare och kommunalpolitiker (högern/moderaterna). Han var far till Christian W. Jansson.
Jansson, som var son till direktör Hugo Jansson och Rut Hansson, avlade studentexamen i Linköping 1938 och utexaminerades från Kungliga Tekniska högskolan 1944. Han anställdes vid Stockholms stads byggnadsnämnd 1944, Stockholms stads fastighetsnämnd 1952, Malmö Byggmästares Gemensamma Byggnads AB (BGB) 1954 samt var verkställande direktör där och vid saneringsbolaget AB Malmö-Fastigheter (ägt av BGB och HSB) från 1956. Han var ordförande i Svenska byggnadsentreprenörföreningens bostadsutskott från 1963, ledamot av Byggnadsstyrelsens tekniska råd från 1962, av Malmö stads byggnadsnämnd från 1956 (vice ordförande 1983–1985), Malmö stads sjukvårdsstyrelse från 1957, av styrelsen Malmö stads sjuksköterskeskola och Malmö fastighetsnämnd från 1959 och fastighetstaxeringsnämnd från 1964.